# Bomarea goniocaulon subsp. elegans
Bomarea goniocaulon subsp. elegans es una variedad de la especie Bomarea goniocaulon, una planta fanerógama perteneciente a la familia de las Alstroemeriáceas.  Es originaria de Ecuador.

## Descripción
Es un bejuco endémico de Ecuador,  en donde se conoce de al menos cinco subpoblaciones en el bosque andino y el páramo. Las únicas colecciones de la provincia de Pichincha se registraron a finales del siglo XIX ya principios del siglo XX por L. Sodiro en los volcanes Corazón y Atacazo. Las colecciones de Loja se hicieron a lo largo de la carretera Loja-Saraguro, hace más de 20 años. Otras colecciones son de las provincias de Bolívar y Chimborazo. No se conoce que se produzcan dentro de la red de áreas protegidas de Ecuador, pero puede aparecer en el interior del Parque nacional Podocarpus y la Reserva Ecológica Los Ilinizas. Las principales amenazas son los incendios y el pastoreo en el páramo y la minería y la colonización en el sur de Ecuador. La destrucción del hábitat es la única conocida amenaza para la especie.

## Taxonomía
Bomarea goniocaulon subsp. elegans fue descrita por (Sodiro) Harling & Neuendorf, y publicado en Flora of Ecuador 71: 60. 2003.
Etimología
Bomarea: nombre genérico que está dedicado al farmacéutico francés Jacques-Christophe Valmont de Bomare (1731-1807), que visitó diversos países de Europa y es autor de “Dictionnaire raisonné universel d’histoire naturelle” en 12 volúmenes (desde 1768).
goniocaulon: epíteto
elegans:  latíno que significa "elegante".
Sinonimia
- Bomarea comata Sodiro
- Bomarea elegans Sodiro
- Bomarea elegans var. amoena Sodiro
- Bomarea sodiroana Kraenzl.[6][7]